# Bank Wzajemnych Ubezpieczeń „Vesta” w Poznaniu
Bank Wzajemnych Ubezpieczeń na Życie „Vesta” w Poznaniu – pierwsze polskie prywatne towarzystwo ubezpieczeń życiowych założone na ziemiach polskich.
Towarzystwo powstało w Poznaniu w 1873, a do jego zadań statutowych należało ubezpieczanie członkom kapitałów, rent i pensji na wypadek śmierci lub dożycia. Jego powstanie możliwe było dzięki finansowemu wsparciu polskiego ziemiaństwa i sfer mieszczańskich. Rozwój towarzystwa był początkowo bardzo szybki, bowiem w 1874 obejmowało ono swoim zasięgiem Wielkie Księstwo Poznańskie, Śląsk, Pomorze, Hanower, Brandenburgię, Szlezwik i część innych prowincji pruskich. Pod koniec 1876 subdyrekcje Vesty działały w Berlinie, Dreźnie, Hamburgu i Wrocławiu. Istniało też szesnaście agentur generalnych w różnych częściach Niemiec. Od 1916 rozszerzono działalność na Królestwo Polskie, a w 1917 otwarto agenturę generalną w Warszawie. 
Działalność towarzystwa była utrudniona z powodu słabego stanu ubezpieczeń życiowych na ziemiach polskich, a także silnej konkurencji dużych towarzystw niemieckich. Vesta miała duże znaczenie społeczne i gospodarcze dla Polaków, dążąc do uniezależnienia członków od kapitałów niemieckich.
Począwszy od 1922 nastąpiła restrukturyzacja przedsiębiorstwa i 13 października 1923 powstało Vesta, Towarzystwo Asekuracyjne i Reasekluracyje S.A.